# 山鹿市立めのだけ小学校

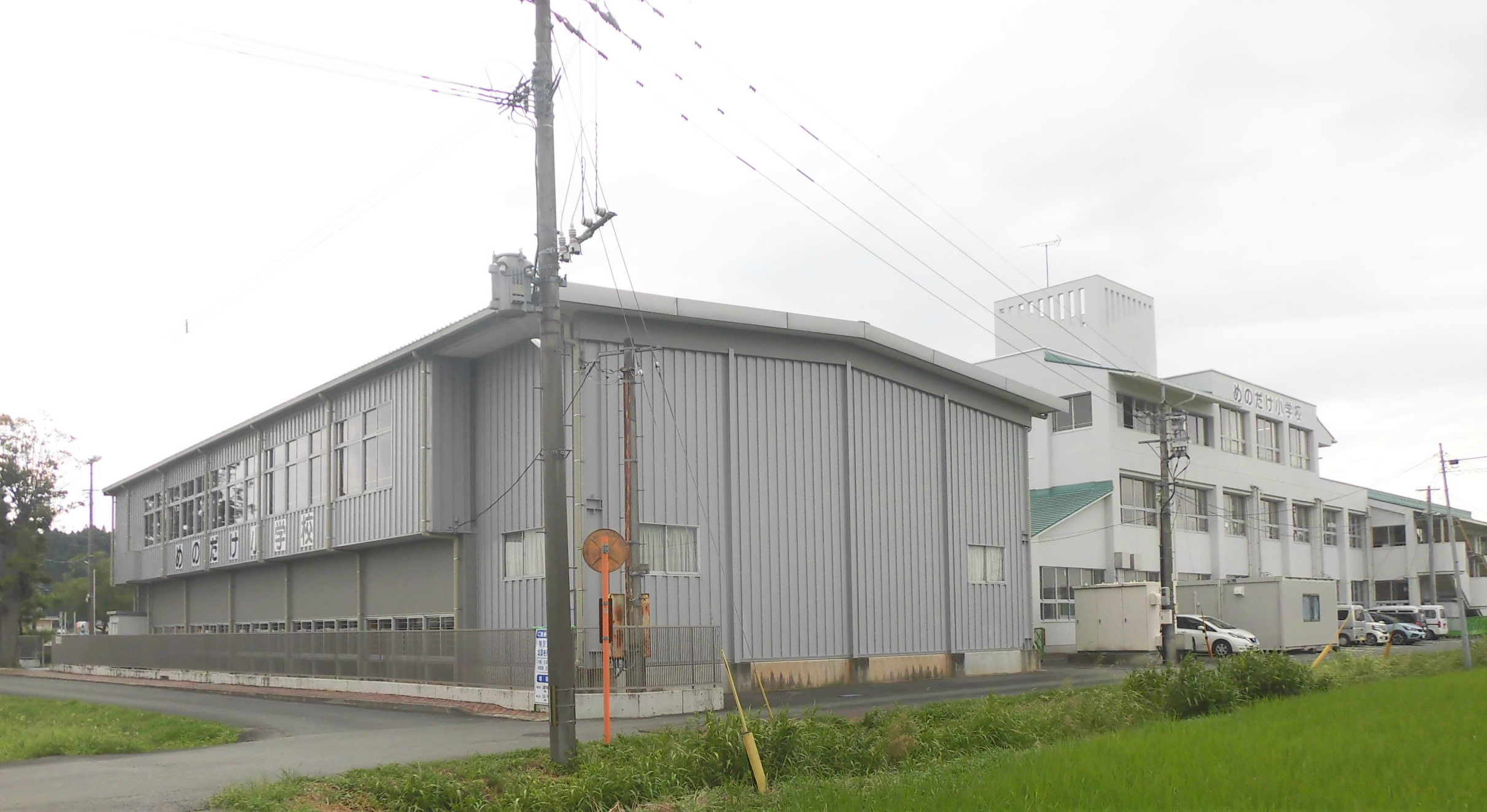
校舎と体育館

山鹿市立めのだけ小学校（やまがしりつ めのだけしょうがっこう）は、熊本県山鹿市南島にある公立の小学校。

## 概要
歴史
2017年（平成29年）に下記の山鹿立小学校4校を統合の上、創立。2022年（令和4年）に統合5周年を迎えた。
- 山鹿市立米野岳小学校
- 山鹿市立千田小学校
- 山鹿市立山内小学校
- 山鹿市立米田小学校

校地
旧・山鹿市立米田小学校のものを継承している。
校章
月桂樹や桜の花弁などを組み合わせたものを背景にして、中央に校名の「めのだけ」の文字（縦書き）を配している。
校歌
作詞・作曲ともに野中米里による。歌詞は3番まであり、各番の歌詞中に校名の「めのだけ」が登場する。
通学区域
山鹿市のうち「南島、坂田、小原、志々岐及び長坂並びに鹿央町千田、広、持松、岩原、合里、霜野、仁王堂、北谷、梅木谷、大浦、中浦」。中学校区は山鹿市立米野岳中学校。

## 沿革
- 2017年（平成29年）4月1日 - 山鹿市立小学校4校を統合の上、「山鹿市立めのだけ小学校」（現校名）が開校。

## 交通アクセス
最寄りのバス停留所
- 九州産交バス 「南島」停留所・「米田農協前」停留所

最寄りの幹線道路
- 国道3号 「南島」交差点
- 熊本県道55号山鹿植木線

## 周辺
- 南島郵便局
- 国土交通省 熊本河川国道事務所 山鹿維持出張所
- 餃子の駅
- 南嶋菅原神社